# 1956 dans les chemins de fer
Chronologie des chemins de fer
1955 dans les chemins de fer - 1956 - 1957 dans les chemins de fer

## Évènements

### Juin
- 2 juin : le tramway du Mont-Blanc rouvre au public après électrification
- 3 juin : les compagnies membres de l'Union internationale des chemins de fer suppriment la 1re classe et renomment leur 2e classe en 1re classe et leur 3e classe en 2e classe.
- Le train rapide "le Mistral " fut le premier train de la SNCF équipé de voitures climatisées, avec alimentation 600 volts triphasé par un puissant groupe électrogène, installé dans un fourgon spécialisé qui devient le fourgon-générateur.

### Décembre
- 31 décembre : fermeture de la dernière ligne du réseau des chemins de fer des Côtes-du-Nord entre Paimpol et Saint-Brieuc